# Barry Pickering
Barry Pickering (Christchurch, 1956. december 12. – ) új-zélandi válogatott labdarúgókapus. 

## Pályafutása

### Klubcsapatban
1979-ben Stop Out csapatában játszott. 1981-ben a Christchurch United játékosa volt. 1982 és 1986 között a Miramar Rangers kapuját védte. 

### A válogatottban
1978 és 1984 között 11 alkalommal szerepelt az új-zélandi válogatottban. 1978. október 1-jén mutatkozott be egy Szingapúr elleni 2–0-ás győzelem alkalmával. Részt vett az 1982-es világbajnokságon, ahol a harmadik számú kapus volt és nem lépett pályára egyik csoportmérkőzésen sem.